# MC-Bauchemie
MC-Bauchemie (в России — Эм-Си Баухеми) — международный концерн, производитель материалов строительной химии. Полное наименование — MC-Bauchemie. Штаб-квартира компании расположена в городе Боттроп, Германия.

## История
Концерн MC-Bauchemie основан в 1961 году как предприятие, специализирующееся на производстве материалов строительной химии. В составе холдинга — 32 филиала (в том числе 21 завод) в 27 странах мира.
В 2001 году на базе концерна «MC-Bauchemie» (Германия) и группы компаний «ОТЛИ» (Россия) создано совместное российско-германское предприятие Эм-Си Баухеми Раша, в 2011 г. оно переименовано в Эм-Си Баухеми. Главный офис находится в Санкт-Петербурге, компания располагает пятью заводами по производству сухих строительных смесей и добавок в бетоны в Ленинградской и Московской областях, в городах Самара, Тюмень, Краснодар.
В 2006 году Эм-Си Баухеми (Россия) совместно с концерном MC-Bauchemie при финансовой поддержке немецкого правительства через DEG (Дойч Инвест Групп) подписала договор об учреждении и совместном финансировании Центра Бетонных Технологий.

## Деятельность
Концерн MC-Bauchemie — производитель материалов строительной химии. Продукция и технологии представляют собой системы, предназначенные для комплексного решения строительных задач от проектирования и строительства до отделки, защиты и ремонта.